# Zotye E30
Zotye E30 – elektryczny mikrosamochód produkowany pod chińską marką Zotye w latach 2016–2019 oraz pod marką Dorcen jako Dorcen E20 od 2019 roku.

## Historia i opis modelu

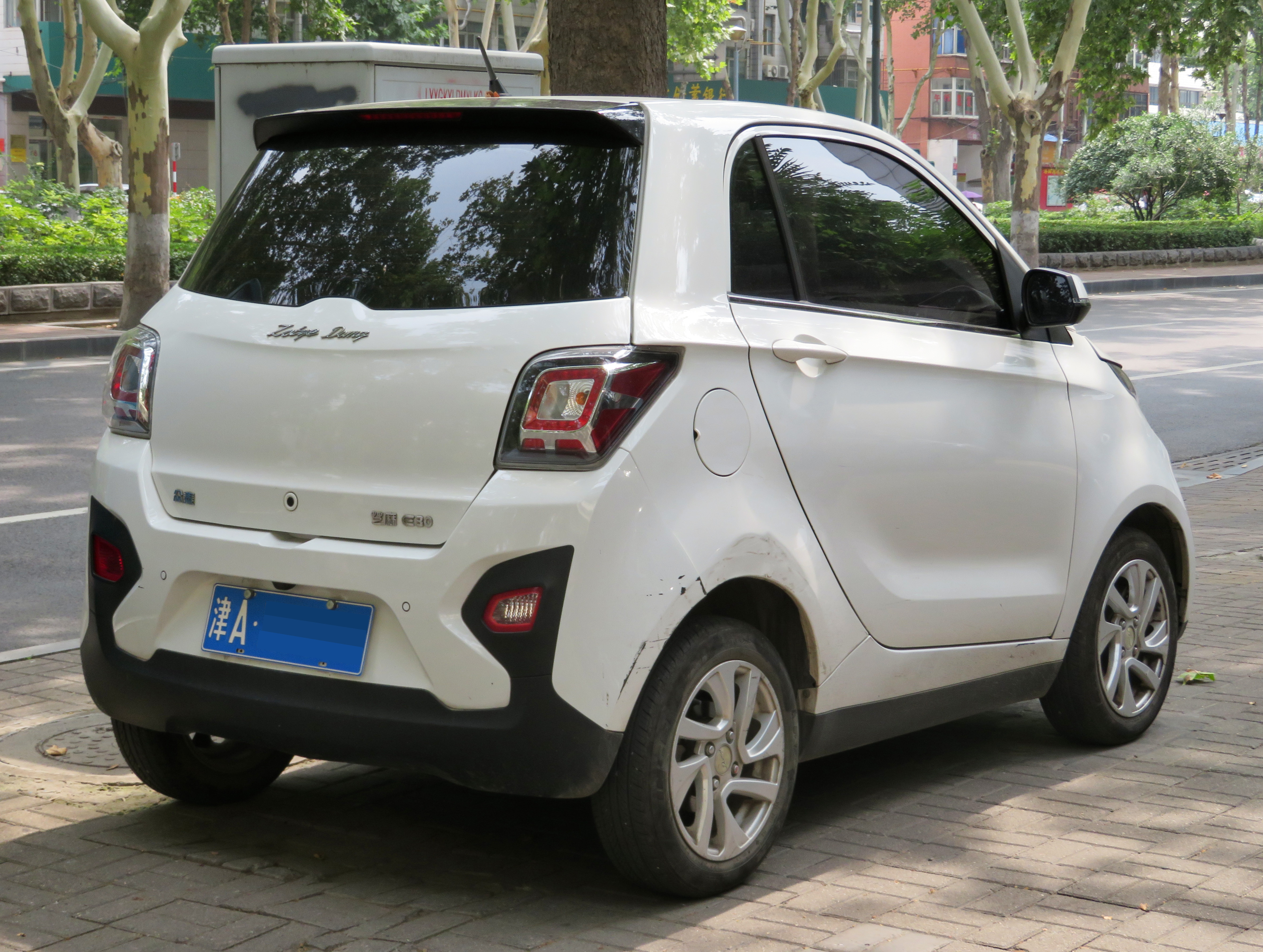
Zotye E30 - tył

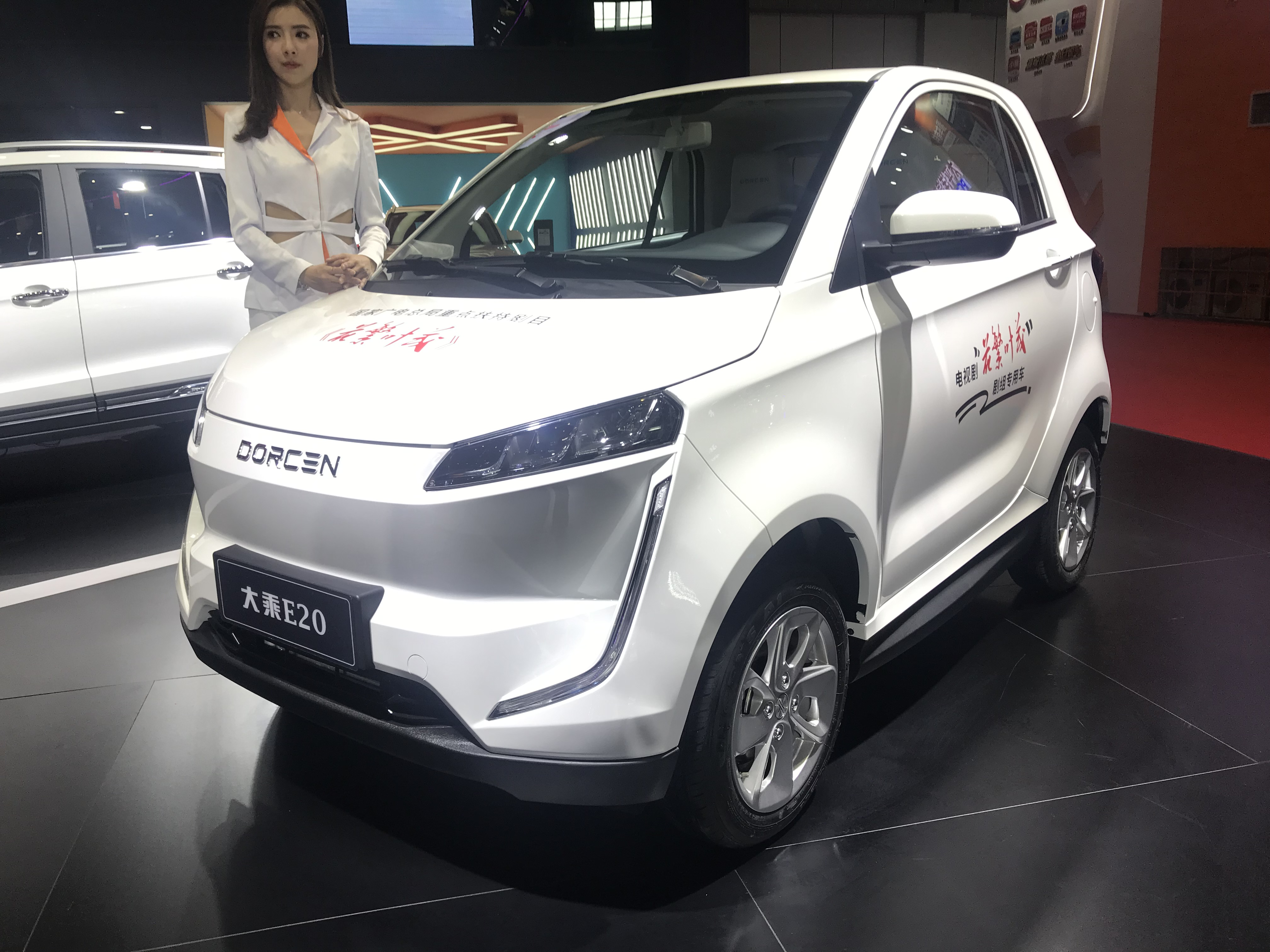
Dorcen E20

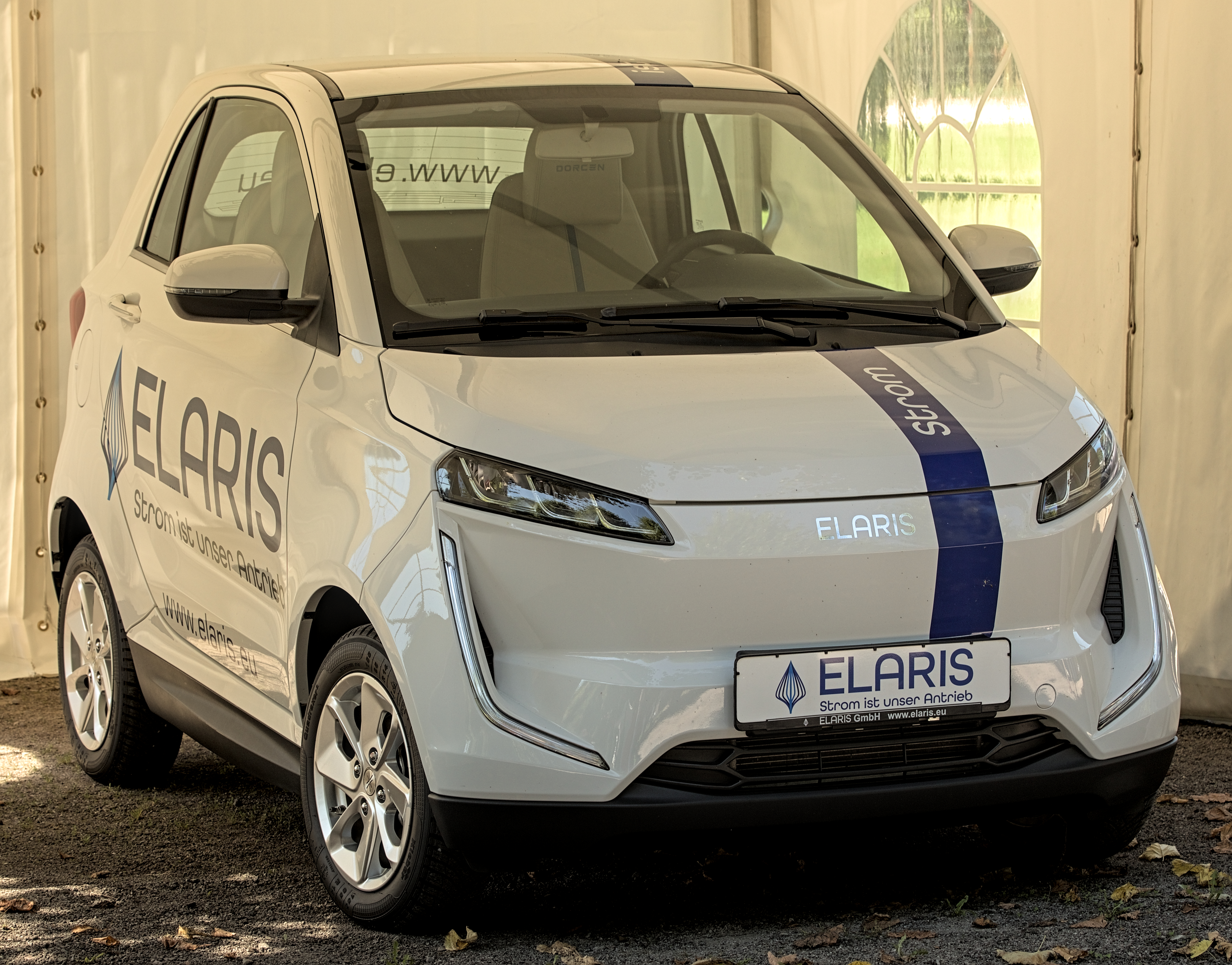
niemiecki Elaris Finn

Mikrosamochód zadebiutował najpierw jako najmniejszy model w ofercie chińskiej marki Zotye, przyjmując postać cieszącego się dużą popularnością niewielkiego, 3-drzwiowego hatchbacka z dwoma miejscami dla pasażerów oferując napęd elektryczny. 
Zotye E30 wyróżniało się pudełkowatą sylwetką, z wąskim i wysokim nadwoziem, a także awangardową stylistyką łączącą łuki i liczne przetłoczenia pokrywające drzwi oraz błotniki przednie i tylne.

### Zmiana nazwy
W 2019 roku Zotye zdecydowało się zakończyć produkcję E30 pod swoją marką i kontynuować ją jako element gamy modelowej nowo powstałej filii Dorcen. Od tego czasu, pojazd jest sprzedawany na lokalnym rynku chińskim jako Dorcen E20. Samochód przeszedł przy okazji obszerną restylizację za®ówno przedniej, jak i tylnej części nadwozia.

### Sprzedaż
Od grudnia 2020 roku Dorcen E30 jest również importowany do Niemiec, gdzie jego dystrybucją zajęło się uformowane specjalnie z myślą o obsłudze tego regionu przedsiębiorstwo Elaris GmbH. Dystrybutor zdecydował się nadać własną nazwę Elaris Finn. W różnicach wizualnych ograniczono się jedynie od innych oznaczeń marki i modelu, na czele z dużym napisem Elaris między reflektorami i logo przedsiębiorstwa na klapie bagażnika między lampami. W 2023 roku dokonano koretky nazwy na Elaris Dyo.

### Dane techniczne
Elektryczny układ napędowy mikrosamochodu tworzy niewielka bateria o pojemności 16 kWh, która razem z elektrycznym silnikiem rozwija łącznie moc 40 KM i 150 Nm maksymalnego momentu obrotowego. Maksymalny zasięg pojazdu wynosi 150 kilometrów na jednym ładowaniu.